# Жіноча Європейська волейбольна ліга
Євроліга — щорічне
змагання серед волейбольних збірних, що проводиться під егідою Європейської конфедерації волейболу (CEV). В 2009 року відбувся перший розіграш жіночої Євроліги.

## Історія
З 2009 року проводяться змагання і для жіночих команд. Євроліга є не тільки самостійним престижним турніром, але і служить важливим етапом підготовки команд до головного волейбольного змагання — Чемпіонату Європи, Чемпіонату Світу та Олімпійських ігор.

## Фінали чотирьох
| Рік  | Місто                             |                                   | Фінал                             | Фінал                             | Фінал                             |                                   | Матч за третє місце               | Матч за третє місце               | Матч за третє місце               |
| Рік  | Місто                             | Золото                            | Рахунок                           | Срібло                            | Бронза                            | Рахунок                           | 4 місце                           |                                   |                                   |
| 2009 | Кайсери                           | Сербія                            | 3:2                               | Туреччина                         | Болгарія                          | 3:0                               | Франція                           |                                   |                                   |
| 2010 | Анкара                            | Сербія                            | 3:1                               | Болгарія                          | Туреччина                         | 3:0                               | Ізраїль                           |                                   |                                   |
| 2011 | Стамбул                           | Сербія                            | 3:0                               | Туреччина                         | Болгарія                          | 3:0                               | Чехія                             |                                   |                                   |
| 2012 | Карлові Вари                      | Чехія'                            | 3:0                               | Болгарія                          | Сербія                            | 3:1                               | Нідерланди                        |                                   |                                   |
| 2013 | Варна                             | Німеччина                         | 3:2                               | Бельгія                           | Болгарія                          | 3:0                               | Румунія                           |                                   |                                   |
| 2014 | Бурса Рюссельсгайм                | Туреччина                         | 3:1                               | Німеччина                         | Польща Азербайджан                | Польща Азербайджан                | Польща Азербайджан                |                                   |                                   |
| 2015 | Ерд Ізмір                         | Угорщина                          | 3:0 1:3                           | Туреччина                         | Греція Ізраїль                    | Греція Ізраїль                    | Греція Ізраїль                    |                                   |                                   |
| 2016 | Нітра Баку                        | Азербайджан                       | 3:1 3:0                           | Словаччина                        | Греція Словенія                   | Греція Словенія                   | Греція Словенія                   |                                   |                                   |
| 2017 | Гельсінкі Івано-Франківськ        | Україна                           | 3:1                               | Фінляндія                         | Словаччина Іспанія                | Словаччина Іспанія                | Словаччина Іспанія                |                                   |                                   |
| 2018 | Будапешт                          | Болгарія                          | 3:0                               | Угорщина                          | Чехія                             | 3:1                               | Фінляндія                         |                                   |                                   |
| 2019 | Вараджин                          | Чехія                             | 3:1                               | Хорватія                          | Білорусь                          | 3:0                               | Іспанія                           |                                   |                                   |
| 2020 | Скасовано через пандемію COVID-19 | Скасовано через пандемію COVID-19 | Скасовано через пандемію COVID-19 | Скасовано через пандемію COVID-19 | Скасовано через пандемію COVID-19 | Скасовано через пандемію COVID-19 | Скасовано через пандемію COVID-19 | Скасовано через пандемію COVID-19 | Скасовано через пандемію COVID-19 |
| 2021 | Русе                              | Болгарія                          | 3:1                               | Хорватія                          | Іспанія                           | 3:2                               | Чехія                             |                                   |                                   |
| 2022 | Орлеан                            | Франція                           | 3:0                               | Чехія                             | Хорватія Румунія                  | Хорватія Румунія                  | Хорватія Румунія                  |                                   |                                   |
| 2023 | П'ятра-Нямц Лунд                  | Україна                           | 3:0                               | Швеція                            | Бельгія Чехія                     | Бельгія Чехія                     | Бельгія Чехія                     |                                   |                                   |
| 2024 | Острава                           | Швеція                            | 3:2                               | Чехія                             | Бельгія                           | 3:0                               | Румунія                           |                                   |                                   |
| 2025 | Енгельгольм                       | Україна                           | 3:1                               | Угорщина                          | Румунія                           | 3:2                               | Швеція                            |                                   |                                   |

## Медальний залік
| Місце               | Країна              | Золото | Срібло | Бронза | Загалом |
| ------------------- | ------------------- | ------ | ------ | ------ | ------- |
| 1                   | Сербія              | 3      | 0      | 1      | 4       |
| 2                   | Україна             | 3      | 0      | 0      | 3       |
| 3                   | Болгарія            | 2      | 2      | 3      | 7       |
| 4                   | Чехія               | 2      | 2      | 2      | 6       |
| 5                   | Туреччина           | 1      | 3      | 1      | 5       |
| 6                   | Угорщина            | 1      | 2      | 0      | 3       |
| 7                   | Німеччина           | 1      | 1      | 0      | 2       |
| 7                   | Швеція              | 1      | 1      | 0      | 2       |
| 9                   | Азербайджан         | 1      | 0      | 1      | 2       |
| 10                  | Франція             | 1      | 0      | 0      | 1       |
| 11                  | Хорватія            | 0      | 2      | 1      | 3       |
| 12                  | Бельгія             | 0      | 1      | 2      | 3       |
| 13                  | Словаччина          | 0      | 1      | 1      | 2       |
| 14                  | Фінляндія           | 0      | 1      | 0      | 1       |
| 15                  | Іспанія             | 0      | 0      | 2      | 2       |
| 15                  | Греція              | 0      | 0      | 2      | 2       |
| 15                  | Румунія             | 0      | 0      | 2      | 2       |
| 18                  | Ізраїль             | 0      | 0      | 1      | 1       |
| 18                  | Білорусь            | 0      | 0      | 1      | 1       |
| 18                  | Польща              | 0      | 0      | 1      | 1       |
| 18                  | Словенія            | 0      | 0      | 1      | 1       |
| Загалом (21 збірна) | Загалом (21 збірна) | 16     | 16     | 22     | 54      |

## MVP
- 2009 —  Несліган Демір
- 2010 —  Єлена Ніколич
- 2011 —  Йована Бракочевич
- 2012 —  Анета Гавлічкова
- 2013 —  Шарлотта Лейс
- 2014 —  Кюбра Акман
- 2015 —  Рената Шандор
- 2016 —  Поліна Рагімова
- 2017 —  Анна Степанюк
- 2018 —  Марія Каракашева
- 2019 —  Андреа Кошшаньйова
- 2021 —  Жана Тодорова
- 2022 —  Люсіль Жикель
- 2023 —  Анастасія Крайдуба
- 2024 —  Ізабель Гок
- 2025 —  Дар'я Шаргородська